# Distrikt Marcabal
Der Distrikt Marcabal liegt in der Provinz Sánchez Carrión in der Region La Libertad in West-Peru. Der Distrikt hat eine Fläche von 235 km². Beim Zensus 2017 wurden 10.431 Einwohner gezählt. Im Jahr 1993 lag die Einwohnerzahl bei 11.820, im Jahr 2007 bei 14.807. Verwaltungssitz des Distriktes ist die 2930 m hoch gelegene Ortschaft Marcabal mit 343 Einwohnern (Stand 2017). Marcabal liegt 12 km nördlich der Provinzhauptstadt Huamachuco.

## Geographische Lage
Der Distrikt Marcabal liegt an der Ostflanke der peruanischen Westkordillere im Norden der Provinz Sánchez Carrión. Er erstreckt sich zwischen den beiden nach Norden strömenden Flüssen Río Condebamba (im Westen) und Río Chusgón im Osten, beides Zuflüsse des Río Marañón.
Der Distrikt Marcabal grenzt im Süden an den Distrikt Huamachuco, im Westen an den Distrikt Sanagorán, im Norden an die Distrikte Cajabamba und Sitacocha (beide in der Provinz Cajabamba), im Nordosten an den Distrikt Sartimbamba sowie im Osten an den Distrikt Chugay.